# قرار مجلس الأمن التابع للأمم المتحدة رقم 1746
قرار مجلس الأمن التابع للأمم المتحدة رقم 1746، المتخذ بالإجماع في 23 مارس 2007، بعد إعادة التأكيد على جميع القرارات بشأن الوضع في أفغانستان، بما في ذلك القرارين 1659 (2006) و1662 (2006)، مدد المجلس ولاية بعثة الأمم المتحدة للمساعدة في أفغانستان لفترة إضافية مدتها اثني عشر شهرًا، حتى 23 مارس / آذار 2008.

## القرار

### أعمال
وجدد مجلس الأمن ولاية بعثة الأمم المتحدة لتقديم المساعدة إلى أفغانستان لمدة اثني عشر شهرا إضافية من تاريخ اتخاذ القرار الحالي. وصدرت تعليمات لبعثة الأمم المتحدة لتقديم المساعدة إلى أفغانستان بتعزيز «مشاركة دولية أكثر اتساقا» لدعم أفغانستان، بينما كان توسعها في المقاطعات موضع ترحيب. وحث السلطات الأفغانية والمجتمع الدولي على تنفيذ «اتفاق أفغانستان» بالكامل والوفاء بالمعايير.
ورحب القرار بالتقدم المحرز في برنامج نزع السلاح والتسريح وإعادة الإدماج والاستراتيجيات الجديدة المتعلقة بإصلاح العدالة ومراقبة المخدرات فيما يتعلق بالأفيون. كانت هناك حاجة للأحزاب الأفغانية للدخول في حوار سياسي شامل، والتصدي للفساد.
دعا مجلس الأمن إلى احترام حقوق الإنسان والقانون الإنساني الدولي في جميع أنحاء أفغانستان، ودعا بعثة الأمم المتحدة والمفوضية السامية للأمم المتحدة لشؤون اللاجئين للمساعدة في تنفيذ جوانب حقوق الإنسان في الدستور الأفغاني.
علاوة على ذلك، تمت دعوة أفغانستان للتعاون مع بعثة الأمم المتحدة في سياق ولايتها، لضمان سلامتها وحرية حركتها. طُلب من القوة الدولية للمساعدة الأمنية، بما في ذلك عملية الحرية الدائمة، التصدي لخطر الإرهاب والتطرف الذي يشكله تنظيم القاعدة وحركة طالبان والجماعات الأخرى في البلاد. وفي الوقت نفسه، تم الحث على تعزيز تدابير بناء الثقة بين أفغانستان والبلدان المجاورة.
أخيرًا، تم توجيه الأمين العام بان كي مون لتقديم تقرير كل ستة أشهر عن الوضع في أفغانستان.

## روابط خارجية
- نص القرار في undocs.org